# Jancsik Pál
Jancsik Pál (Brassó, 1936. november 12. – Kolozsvár, 2018. július 4.) erdélyi magyar költő, műfordító.

## Élete, munkássága
Szülővárosában érettségizett, 1954 őszétől Kolozsvárt élt. A Bolyai Tudományegyetemen 1959-ben magyar tanári diplomát szerzett; tagja volt annak a diákcsoportnak, amely a Forrás első nemzedékének magvát alkotta. Államvizsga után fél évet szerkesztőként az Utunknál dolgozott. 1960-tól 1970-ig az Ifjúsági Könyvkiadó, 1970-től a Dacia Könyvkiadó szerkesztője. Kiadói munkájának legjelentősebb része a Tanulók Könyvtára sorozat szerkesztése, amely igényes válogatásban, irodalomtörténeti apparátussal juttatja el főképpen a magyar, kisebb mértékben a világirodalom klasszikus műveit a tanulóifjúsághoz és a szélesebb olvasóközönséghez. Fiatal romániai magyar költők verseiből 1974-ben antológiát állított össze Varázslataink címmel. Egy-egy kötetet válogatott Szabó Lőrinc (1971) és Juhász Gyula (1975) lírájából.
Szomjas tenger című Forrás-kötetéhez (1963) Kiss Jenő írt előszót, aki mint költő-szerkesztő már a brassói középiskolásban felfedezte a tehetséget. Ebben a rokon költői hang is szerepet játszott: kettejük lírája ugyancsak a természet, az erdélyi táj bűvöletében fogant, s a munka tisztelete, az építés dicsérete szintén meghatározó motívuma az induló költő műveinek. Mégis a riport-versek divatja idején meglepetésként hatottak költeményei, mert a leírást a lírai élmény hitelesítette, a látvány többnyire egységben jelentkezett nála a belső impulzussal (Zápor, napsugár; Agitáció). Nem idegen tőle Áprily és Dsida költői öröksége, az elégiára hangoltság és a játékos formákba bújtatott meditáció. Gyermekeknek írt legjobb verseit is ez emeli az alkalmiság fölé (Hintaló). Második verseskönyve, a Fűszálon csillag (1968) s még inkább a Szavak szemek (1979) ennek a költői hangnak további, lassú, de határozott érlelődését bizonyítja. Már ritkábban értelmezi a képeket, az eszme illusztrálását sikerül elkerülnie, leírásait feszültebbé teszi a néhol sejtelmes-szimbolikus színváltás. Amikor mégis maga értelmez, a versen belül, ironikus-önironikus módon teszi, vállalva az ódivatúság vádját. Hisz az örök lírai témákban (természet, szerelem, gyermek), bízik az emberi szó erejében, "szavak szemek" egymásra találásában. Harmadik kötetének címadó verse a költészet misztériumának megragadása; szinte eszköztelenül, egyszerre mutatja fel benne az egyént és a közösséget, a múltat és a jelent, a konkrétat és az általánost, a szépséget és a felelősséget, tulajdonképpen két szó variálásával.
Műfordítói tevékenysége ugyancsak jelentős. Elsősorban a klasszikus és kortárs román líra tolmácsolója, de fordított németből is (Hölderlin, Paul Celan). Társszerzője a Szivárvány című gyermekvers-antológiának (1961), közreműködött Mihai Beniuc Legszebb versei fordításában (1962), továbbá a román népballadákat és népdalokat tartalmazó Kihajtott a bükk levele (Budapest, 1961) és Hej, zöld levél (1966) c. kötetekben, az Építő Amfion (1967) és a Csillagok születése (1972) című antológiákban, Eminescu és George Coşbuc magyar gyűjteményes kiadásában. Román gyermekversek (Nina Cassian) tolmácsolása mellett két önálló műfordításkötete jelent meg: Ion Vinea elbeszéléseinek válogatása (Sóhajok paradicsoma, 1975) és Ioan Alexandru legszebb versei (1976). Románra Tudor Balteş fordította néhány versét (Tineri poeţi maghiari din România. Generaţia "Forrás", 1979).

## Kötetei
- Kicsi Jóska (verses képeskönyv); rajz Tollas Julia, versek Jancsik Pál; Ifjúsági, Bukarest, 1961 – románul is (ford. Ion Brad)
- Szomjas tenger. Versek; bev. Kiss Jenő; Irodalmi, Bukarest, 1963 (Forrás)
- Tavaszi tánc (gyermekversek); Ifjúsági, Bukarest, 1965
- Fűszálon csillag. Versek; Irodalmi, Bukarest, 1968
- Varázslataink. Fiatal költők antológiája; összeáll., bev. Jancsik Pál; Dacia, Kolozsvár, 1974
- Verőfényben (gyermekversek); Kriterion, Bukarest, 1976
- Szavak, szemek. Versek; Kriterion, Bukarest, 1979
- Álommadár. Versek; Kriterion, Bukarest, 1987
- A Cenk árnyékában. Brassói költők antológiája. Megálmodta és útjára indította Bencze Mihály; vál., előszó, jegyz. Jancsik Pál; Fulgur, Brassó, 1995
- Mit tanácsolsz, cinege? (versek gyerekeknek); Kriterion, Kolozsvár, 2005
- 101 vers Brassóról; vál. Jancsik Pál, Krajnik-Nagy Károly; Kriterion, Kolozsvár, 2008
- Fecskeszárnyon száll a nyár. Gyermekversek; Erdélyi Gondolat, Székelyudvarhely, 2009 (Erdélyi Gondolat gyermekkönyvtár)
- Vox humana (versek); Kriterion, Kolozsvár, 2010
- A tó, a szarka meg a gyűrű. Verses történetek gyermekeknek; Erdélyi Gondolat, Székelyudvarhely, 2010 (Erdélyi Gondolat gyermekkönyvtár)
- Piripócsról Nárittyenbe. Gyermekversek; Erdélyi Gondolat, Székelyudvarhely, 2010 (Erdélyi Gondolat gyermekkönyvtár)
- Ahol otthon vagy e tájon (válogatott versek, műfordítások); Polis, Kolozsvár, 2014
- Kedvünk ragyog, mint az ég (versek gyermekeknek); Koinónia, Kolozsvár, 2016